# James McPake
James McPake (* 24. Juni 1984 in Bellshill) ist ein ehemaliger nordirisch-schottischer Fußballspieler, und jetziger Trainer.

## Karriere

### Verein
James McPake wurde im Jahr 1984 in Bellshill einem Vorort der schottischen Metropole Glasgow geboren. Er begann seine Karriere 50 km östlich von Glasgow in der Jugend des FC Livingston. Für den schottischen Erstligisten debütierte McPake in der Saison 2003/04. In der Abstiegssaison 2005/06 wurde der Innenverteidiger für vier Monate an den schottischen Drittligisten Greenock Morton verliehen. Im Januar 2009 wechselte McPake zum englischen Zweitligisten Coventry City. Von Januar bis Mai 2012 wurde er an Hibernian Edinburgh verliehen. Mit den Hibs unterlag er mit 1:5 im Pokalfinale im Edinburgh Derby gegen Heart of Midlothian. McPake erzielte dabei den Treffer der Hibs. In der folgenden Sommerpause wurde er von den Hibs fest verpflichtet. Im Mai 2014 wechselte er zum FC Dundee. Zu Beginn der Saison 2016/17 wurde er zum Mannschaftskapitän der Dees ernannt. Im Januar 2018 erklärte er sein Karriereende.

### Nationalmannschaft
Der gebürtige Schotte McPake, wurde im Mai 2012 in die nordirische Nationalmannschaft berufen da sein Großvater aus Coleraine in Nordirland stammt. Sein einziger Einsatz für die Landesauswahl erfolgte bei einer 0:6-Niederlage gegen die Niederlande.